# Margreet ter Woerds
Margreet ter Woerds (1961) is een Nederlands journalist en filmproducent.
De uit Haaksbergen afkomstige Ter Woerds studeerde geschiedenis aan de Vrije Universiteit Amsterdam en specialiseerde zich in niet-westerse sociologie, vooral in die van Latijns-Amerika. In het kader van haar afstuderen verbleef ze in 1985/86 in de Dominicaanse Republiek en schreef ze over de Zuid-Amerikaanse suikerindustrie. In 1989 studeerde ze af. De tijd erna schreef ze voor vakbladen over dit werelddeel. Na haar afstuderen werkte ze als voorlichter en (media)trainer bij VluchtelingenWerk Nederland.
Ter Woerds woonde van 1995 tot 2007 in Moskou in Rusland. Hier studeerde ze Russisch en werkte als journalist en fotograaf voor onder andere Trouw, de Volkskrant, De Morgen, het Agrarisch Dagblad en diverse week- en vakbladen. Ter Woerds heeft als producer, researcher en documentairemaker vele televisieproducties voor nationale en internationale media op haar naam staan, zoals voor Netwerk, IKON, VRT, VTM, ZDF, NDR, Schweizer Fernsehen, Channel 4, BBC, TV2-Norway, Al Jazeera International, National Geographic Channel en Discovery Channel. Tevens zette ze een productiebureau op in Rusland.
Daarnaast maakte ze meerdere voorlichtings- en wervingsfilms voor de NGO's Aids Foundation East West (AFEW) en Downside Up, die zich inzet voor de verbetering van de positie van kinderen met downsyndroom in de Russische Federatie. 
Tegenwoordig is Ter Woerds werkzaam als onafhankelijk documentairemaker en producent in Nederland. 
Ter Woerds won in 2005 een Emmy Award voor Return to Beslan, over hoe de Zuid-Russische stad Beslan ervoor stond kort nadat deze in september 2004 te maken had gehad met een diep ingrijpende gijzeling van een basisschool, de zogenoemde gijzeling in Beslan. Deze documentaire werd uitgezonden door NCRV-Netwerk.
In 2006 ontving de documentaire A prayer for Beslan van TV2 Noorwegen een Moondance Columbine Award en een Zolotoi Glagol, een Russische mediaprijs voor buitenlandse journalisten. De documentaire volgt een aantal personen in het eerste jaar na de gijzeling. Ter Woerds deed het research, de interviews en de productie.  